# Şinasi Ertan
Şinasi Ertan (Smirne, 14 febbraio 1926 – Smirne, 6 luglio 2017) è stato un cestista turco.

## Carriera
Con la Turchia ha disputato Campionati europei del 1955.